# Maria Hees
Maria Hees (Bergeijk, 19 september 1948) is een Nederlands beeldend kunstenaar die actief is als vormgever en sieraadontwerper.

## Biografie
Hees is opgeleid aan de Academie voor Beeldende Kunsten te Arnhem (1975-1979), waar zij les heeft gehad van onder meer Gijs Bakker en Joep Sterman. Zij maakt kleurrijke sieraden van ongebruikelijke materialen zoals kunststof, rubber, porselein, hout, aluminium, staal, leer en textiel. Bekend werk in dit verband is de armband van een stuk tuinslang uit 1978, die buiten Galerie Ra ook enige tijd in aangepaste vorm werd verkocht in de Bijenkorf. Ook heeft Hees zogenaamde borstelbroches gemaakt; broches van bestaande kunststof borstels die bevestigd kunnen worden door ze van achter door het kledingstuk te duwen. Met haar werk sloot Hees naadloos aan op de vernieuwende democratiserende beweging in de sieradenwereld, die eind jaren 60 van de twintigste eeuw was begonnen. Hees heeft haar meesterteken aangevraagd, maar werkte vooral met 'gewone' -niet edele- materialen.
Hees hecht belang aan uitwisseling en is daarom regelmatig op reis en actief als (gast)spreker.
Naast sieraden ontwerpt Hees ook tassen, stropdassen en lampen.